# Prasinocyma syntyche
Prasinocyma syntyche là một loài bướm đêm trong họ Geometridae.